# Ukay-ukay
Ein ukay-ukay (Tagalog ˈuːkaɪ.uːkaɪ) ist ein philippinisches Geschäft, in dem Secondhandkleidung und andere gebrauchte Waren wie Taschen, Schuhe oder Accessoires zu einem sehr günstigen Preis verkauft werden. Die verkauften Artikel sind überwiegend aus Südkorea und Japan, aber auch Europa und Nordamerika importiert.

## Wortherkunft
Der Begriff ukay-ukay entstammt der Sprache Cebuano, in der das Verb ukay in etwa aufrühren bedeutet, und sinnbildlich für das Durchwühlen der gebrauchten Kleidung steht.

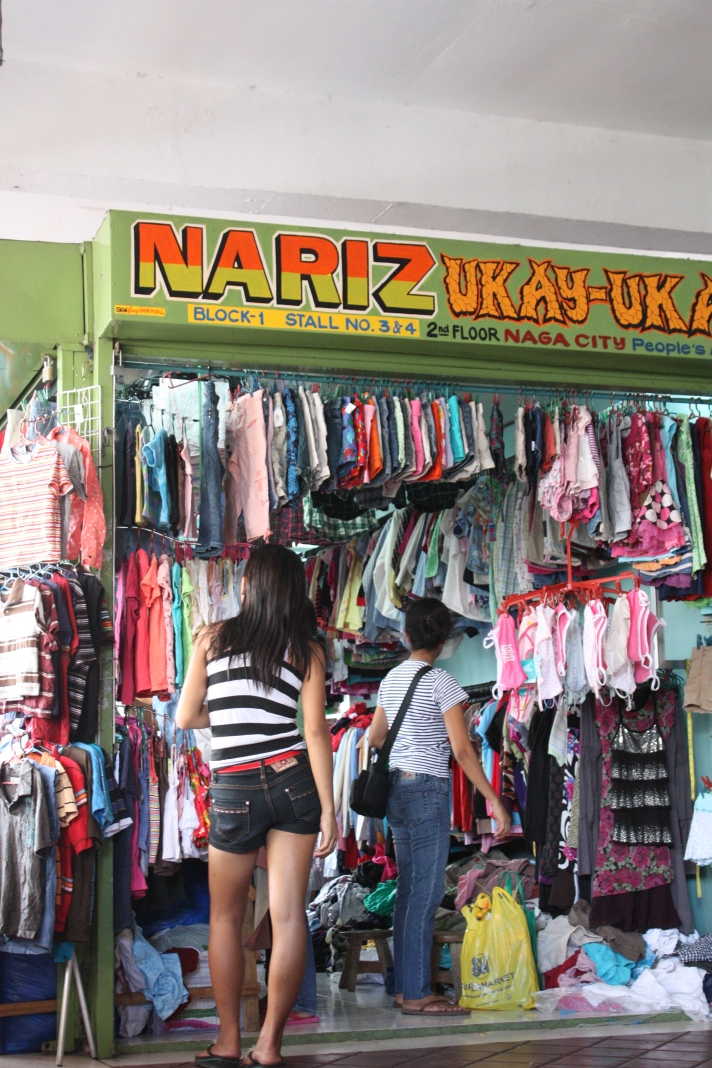
Ukay-ukay Geschäft innerhalb einer Mall in Naga City.

## Ursprünge und Situation heute
Es wird angenommen, dass die ersten ukay-ukay Geschäfte in den frühen 1980er in Baguio entstanden, dort sind sie unter dem Begriff wagwag bekannt, was im lokalen Dialekt so viel wie entstauben bedeutet. Nachdem die Gegend um Baguio Anfang der 1980er Jahre von mehreren Naturkatastrophen betroffen war, sandte die Philippinische Heilsarmee gebrauchte Kleidung und andere Güter zur Unterstützung der Betroffenen in die Region. Schon bald stapelten sich die gespendeten Gegenstände und wurden dann von gewerblichen Händlern aufgekauft und der Öffentlichkeit zu sehr günstigen Preisen zum Kauf angeboten. Daraus entwickelte sich ein Geschäftsmodell, Zielgruppe waren zunächst Menschen mit geringem Einkommen. Von Baguio ausgehend verbreiteten sich 'ukay-ukay' Geschäfte zunächst auch im Raum Metro Manila. Mit zunehmender Beliebtheit zählten bald auch besserverdienende Schnäppchenjäger auf der Suche nach günstiger Markenkleidung zu den Kunden der ukay-ukay Geschäfte. Heute gibt es ukay-ukay Angebote auf den ganzen Philippinen und erfreuen sich großer Beliebtheit. Dabei wird die Ware teils in stationären Ladengeschäften angeboten, aber auch an vielen Marktständen, etwa auf dem Roxas Night Market in Davao City, oder auf dem Straßenmarkt in Tondo. Ukay-ukay Geschäfte und Marktstände sind häufig von einem unangenehmen, muffigen Geruch umgeben, welcher von der gebrauchten und häufig vom Vorbesitzer nicht ordentlich gereinigten Kleidung ausgeht.
Neben dem Verkauf in Ladengeschäften und an Marktständen hat sich jüngst auch der Online-Verkauf von ukay-ukay-Artikeln in Live-Verkäufen über das soziale Netzwerk Facebook etabliert und erlebte vor allem im Zuge der COVID-19-Pandemie einen Boom. 

## Legale Situation

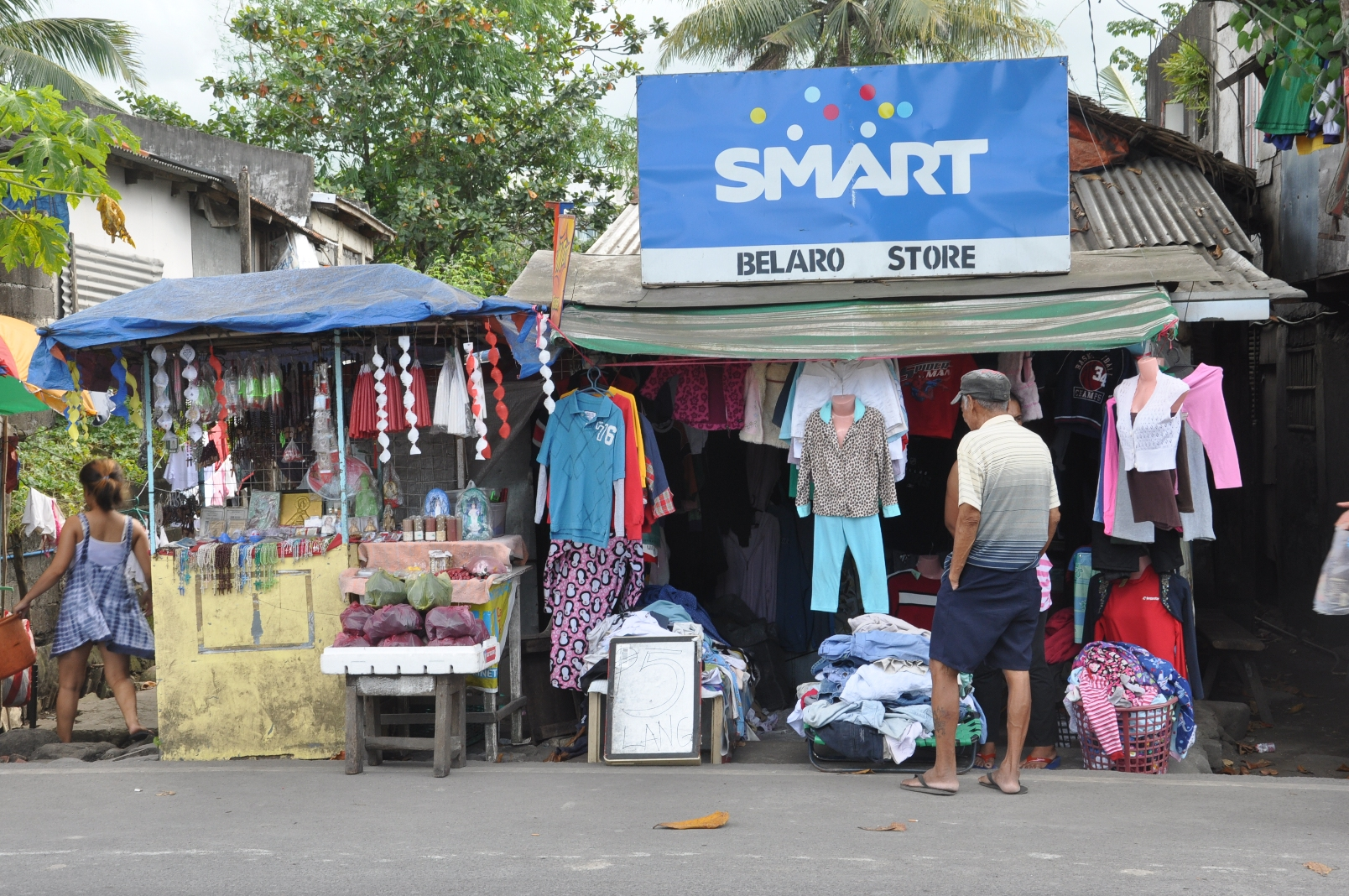
Einzelnes Ukay-ukay Geschäft

Die im ukay-ukay verkaufte Kleidung stammt aus dem Ausland, überwiegend Südkorea und Japan, aber teilweise auch aus Europa, Nordamerika und anderen Ländern. Offiziell ist der gewerbliche Import gebrauchter Kleidung auf die Philippinen bereits seit 1966 mit Verabschiedung des Gesetzes RA 4653 verboten. Als Begründung wird zum einen der Schutz der lokalen Bevölkerung vor von gebrauchter Kleidung ausgehenden gesundheitlichen Gefahren genannt, aber auch die Wahrung der Würde der Nation durch die Ablehnung des Empfangs abgelegter Gegenstände anderer Länder. Händler finden trotzdem Wege, dies zu umgehen, etwa durch Bestechung von Zollbeamten, oder von Mitarbeitern von Nichtregierungsorganisationen, welche die Lieferungen dann offiziell als Spenden deklarieren. Aber auch offizielles Importieren mit der Absicht eines Reexports war lange Zeit möglich, die Ware verblieb dann aber im Land. Teilweise wird die gebrauchte Ware auch ins Land geschmuggelt. Dies erfolgt entweder durch Umladen auf kleinere Boote auf See, welche die Ware dann illegal und unverzollt anlanden, statt diese über einen offiziellen Hafen ins Land zu bringen. In einem Archipelstaat wie den Philippinen mit seinen mehr als siebentausend Inseln ist dies durch die Behörden kaum zu unterbinden. Teils findet der Schmuggel aber auch durch Anwerben von im Ausland arbeitenden Filipinos, sogenannten OFWs statt, welche die Kleidungspakete vermeintlich an Verwandte nach Hause schicken. Und die lokalen Behörden, in deren Zuständigkeitsbereich die ukay-ukay Geschäfte betrieben werden, tolerieren diese in der Regel. Zum einen ist gemäß Gesetz nur der Import verboten, nicht aber der Verkauf solcher Waren. Zum anderen profitieren die lokalen Gemeinden in der Regel von dem beim Verkauf erzielten Steuereinnahmen. Die Verkäufer der Waren haben zumeist keine strafrechtlichen Konsequenzen zu befürchten, wenn sie diese von Großhändlern im Inland bezogen haben, da der ausländische Ursprung der Gebrauchtwaren schwer nachzuweisen ist. Aufgrund der großen Beliebtheit von ukay-ukay in der Bevölkerung, und da die reale Situation von der gesetzlichen Vorgabe erheblich abweicht, gab es in den vergangenen Jahren mehrere Anträge im Kongress, das Gesetz RA 4653 zu überarbeiten und anzupassen. Bis dato jedoch fand keiner dieser Anträge eine Mehrheit und das Gesetz RA 4653 besteht weiterhin unverändert fort.
Ukay-ukay wird dem informellen Sektor der philippischen Wirtschaft zugerechnet, der nach einer Erhebung für das Jahr 2016 in seiner Gesamtheit mehr als ein Drittel zum philippischen BIP beitrug. Während ein Großteil der im informellen Sektor tätigen Unternehmen nicht offiziell registriert sind, ergab eine Untersuchung für den Raum Metro Manila aus 2014, dass knapp 80 % der ukay-ukay Geschäfte eine offizielle Gewerbeanmeldung besitzen und damit auch Steuern und Abgaben abführen.